# 约拿斯·阿尔斯特鲁玛
约拿斯·阿尔斯特鲁玛（瑞典語：Jonas Alströmer，1685年1月7日—1761年6月2日），原姓阿爾斯特倫（Alström），瑞典企业家、农业学者，生于阿林索斯，是瑞典工業革命的先驱之一。他從國外引進機械設備和專業知識，並以创立阿林索斯製造廠著称。在农业领域，他种植研究了马铃薯，为其日后被推广成为瑞典的主要粮食作物奠定了基础。阿尔斯特鲁玛也是瑞典皇家科學院1739年成立时的六位創始人之一。

## 生平

### 早期生活
约拿斯·阿尔斯特鲁玛於1685年1月7日出生於今瑞典西約特蘭省阿林索斯的一户贫穷人家，原姓阿爾斯特伦，其父是托雷·卡尔松（Tore Karlsson）。因为家境贫寒，阿爾斯特勒姆早年便離開家鄉，前往首都斯德哥爾摩谋生，並成为商人阿爾伯格的職員，亦曾陪同阿爾伯格前往倫敦经商。阿爾伯格商失敗後，阿爾斯特勒姆决定自力更生，從事船舶經紀業務，並最終取得了成功。

### 職業生涯
在外國遊歷數年後，他萌生了实业兴邦的想法，並试图将自己在英國看到的一些產業引入瑞典。於是，他回到了家乡阿林索斯，並於1724年在当地開了一家毛紡廠，又從英國、西班牙和安哥拉進口綿羊，开启了瑞典的毛纺产业。除此之外，他还建造了一座制糖厂、一座實驗花園，並在家乡的諾爾哈加（Nolhaga）城堡里尝试种植当时在瑞典少有人知的马铃薯，改良了馬鈴薯和一些染色植物品种，还将自己對马铃薯的研究心得写进了《瑞典牧羊人忠實的牧羊指南》（Den swänska wårdande fåra-herdens trogne wäg-wisare），提出食用马铃薯。在他的影响下，科学家埃娃·埃克布拉德於1746年向瑞典皇家科学院提交研究成果，主张利用馬鈴薯製作麵粉和酒精，缓解瑞典的粮食不足问题。其研究通过审查後，埃克布拉德亦成為瑞典皇家科學院第一位女性院士，但马铃薯直到19世纪才开始在瑞典广泛种植，成为该国主要的粮食作物。尽管如此，阿尔斯特鲁玛仍被瑞典人视為教授民众食用馬鈴薯的人，並因此在瑞典广泛受到纪念。除此之外，他也致力於改進造船、鞣革和餐具製造的工艺。

### 晚年與逝世
1739年，他與林奈等人创立了瑞典皇家科学院。1748年，他被瑞典政府授予北極星勳章騎士稱號，1751年，被晋封为贵族，其姓氏也由“阿爾斯特伦”更改为“阿尔斯特鲁玛”。1761年6月2日，约拿斯·阿尔斯特鲁玛在斯德哥爾摩逝世:17-18。他的三个儿子皆师从林奈，其中一子克拉埃斯·阿尔斯特鲁玛也成为生物学家，百合目六出花科的学名即得名於其姓氏“阿尔斯特鲁玛”。

## 外部連結
- 维基共享资源上的相關多媒體資源：约拿斯·阿尔斯特鲁玛